# Chimbarongo (kommun)
Chimbarongo är en kommun i Chile.   Den ligger i provinsen Provincia de Colchagua och regionen Región de O'Higgins, i den södra delen av landet, 150 km söder om huvudstaden Santiago de Chile.
Trakten runt Chimbarongo består till största delen av jordbruksmark. Runt Chimbarongo är det ganska glesbefolkat, med 28 invånare per kvadratkilometer.